# Isabel Deane Mitchell
Pour les articles homonymes, voir Mitchell.
 (avril 2020).
Isabel "Ida" Deane Mitchell (1879 - 23 mars 1917) est une missionnaire médicale presbytérienne irlandaise en Chine.

## Enfance et famille
Isabel Deane Mitchell est née en 1879 à Belfast. Son père est le révérend Deane Knox Mitchell (1840-1939). Sa mère est originaire d'Écosse, déménageant à Belfast lorsque son père devient un ainé de l'église presbytérienne d'Elmwood. Elle est la quatrième enfant et a deux sœurs et deux frères. Alors que Mitchell entre à l'université, elle décide d'étudier la médecine pour devenir missionnaire, après avoir parlé à l'épouse d'un médecin missionnaire en Mandchourie, Mme Sarah Greig. D'autres membres de sa famille travaillent pour l'Église, son frère David devient pasteur, sa sœur Janie épouse le révérend J. McWhirter et va avec lui en 1908 en Chine, et son autre sœur épouse un ministre irlandais local.
Mitchell entre à la Queen Margaret University à l'âge de 18 ans, y étudie pendant six ans, financée par des dons de la paroisse de son père. Pendant ses études, elle reçoit quatre médailles et deux prix. De 1903 à 1905, elle travaille comme chirurgienne au dispensaire de Chorlton-on-Medlock à Manchester, alors que la guerre russo-japonaise limite les voyages en Chine.

## Travailler en Chine
Mitchell part pour la Chine à l'automne 1905 avec Sara MacWilliams et le révérend F. W. S. O'Neill pour occuper un poste de missionnaire pour la Women's Association of Foreign Missions de la Presbyterian Church in Ireland. En novembre 1905, elle atteint le poste de mission à Fakumen et prend immédiatement des cours de mandarin. Sa correspondance avec sa mère détaille les événements dont elle est témoin, notamment l'ouverture d'une nouvelle maison pour femmes au poste de mission en 1907 et un nouvel hôpital pour femmes le 16 octobre 1909, décrit plus tard comme « le premier hôpital moderne ». Elle retourne en Irlande en octobre 1910, initialement pour un an, mais une maladie retarde son retour en Chine jusqu'en 1912. Elle passe l'année suivante à Jinzhou en Mandchourie où elle effectue des tâches plus légères jusqu'à ce qu'elle soit assez en forme pour retourner à Fakumen. Là, elle continue son travail médical, ainsi que la formation des assistants du dispensaire, et enseigne les enseignants et fait l'école du dimanche. Elle tente, sans succès, de créer un fonds pour former des femmes chinoises à la médecine occidentale.
Le vendredi 16 mars, après avoir dirigé sa clinique et donné des cours, Mitchell se plaint de se sentir fatiguée. Le lendemain, une douleur à la gorge l'amène à être vue par des médecins missionnaires locaux qui plus tard donne finalement le diagnostic d'une diphtérie. Elle meurt subitement le 23 mars 1917. Un service a lieu en son hommage le 26 mars 1917 et elle est enterrée dans le cimetière russe de Kurin, près de l'endroit où sa sœur vivait comme épouse missionnaire,. Un dirigeant chrétien local, frère Shang, prend la parole lors de ses funérailles, déclarant que « notre médecin a donné sa vie pour nous. Depuis douze ans, elle était à l'appel de quiconque a souffert. Elle était comme un homme dans ses forces et se levait à toute heure de la nuit ou du jour pour nous aider. Son nom est connu et vénéré dans tout ce pays. »
Une sélection de sa correspondance avec sa mère est publiée plus tard par son ancien collègue, le révérend F. W. S. O'Neill sous le titre Dr Isabel Mitchell of Manchuria,.